# 946년

## 연호
- 후진(後晉) 개운(開運) 3년
- 요(遼) 회동(會同) 9년
- 일본(日本) 덴교(天慶) 9년
- 남한(南漢) 건화(乾和) 4년
- 후촉(後蜀) 광정(廣政) 9년
- 남당(南唐) 보대(保大) 4년

## 기년
- 후진(後晉) 출제(出帝) 5년
- 요(遼) 태종(太宗) 20년
- 고려(高麗) 정종(定宗) 원년

## 사건
- 11월 - 백두산 분화(2017년 조사에서 백두산 화산 폭발이 있었다고 연구 결과가 발표되었다)